# Olios ceylonicus
Olios ceylonicus är en spindelart som först beskrevs av Leardi 1902.  Olios ceylonicus ingår i släktet Olios och familjen jättekrabbspindlar.
Artens utbredningsområde är Sri Lanka. Inga underarter finns listade i Catalogue of Life.